# Thomas Taylour, I conte di Bective
Thomas Taylour, I conte di Bective (20 ottobre 1724 – 14 febbraio 1795), è stato un nobile e politico irlandese.

## Biografia
Era il figlio maggiore di Sir Thomas Taylor, II Baronetto, e di sua moglie Sarah Graham, figlia di John Graham. Nel 1757, Bective succedette a suo padre come baronetto. Fu educato al Trinity College di Dublino.

## Carriera
Bective entrò nella Camera dei comuni irlandese nel 1747 e rimase membro del Parlamento per Kells fino al 1760, quando fu elevato alla Pari d'Irlanda come Barone Headfort, di Headfort, nella contea di Meath. Fu ulteriormente onorato nel 1762, fu nominato Visconte Headfort, di Headfort, nella contea di Meath nel 1762, e il 24 ottobre 1766, fu infine promosso alla dignità di Conte di Bective, di Bective Castle, nella contea di Meath. Nel 1783, Bective divenne un membro fondatore dell'Ordine di San Patrizio e nel 1785 divenne membro del Privy Council of Ireland.

## Matrimonio
Sposò, il 4 luglio 1754, Jane Rowley, figlia di Hercules Rowley. Ebbero nove figli:
- Lady Henrietta Taylour (?-12 gennaio 1838), sposò Chambré Ponsonby-Barker, ebbero quattro figli;
- Thomas Taylour, I marchese di Headfort (18 novembre 1757-24 ottobre 1829)[2];
- Hercules Langford Taylour (9 settembre 1759-20 maggio 1790)[4];
- Robert Taylour (26 novembre 1760-23 aprile 1839)[4];
- Clotworthy Rowley, I barone Langford (31 ottobre 1763-13 settembre 1825)[12], sposò Frances Rowley, ebbero quattro figli;
- Hercules Taylour;
- una figlia;
- Robert Taylour;
- Henry Edward Taylour (13 novembre 1768-7 giugno 1852), sposò Marianne St. Leger, ebbero quattro figli.